# 金井一朗
金井 一朗（かない いちろう、1982年11月15日 - ）は、日本の男性元総合格闘家。東京都大田区出身。パンクラスism所属。元ミドル級キング・オブ・パンクラシスト。

## 来歴
高校で柔道全国ベスト8となり、大学への推薦入学も決まっていたが、高校卒業後の2001年5月に受けた第16回パンクラス入門テストで唯一の合格者となり、同年6月にパンクラス横浜（2002年1月にパンクラスismとして統合）に入門。
2002年5月11日、パンクラスデビュー戦となったKEI山宮と対戦するも、スタンドパンチの連打を受け、TKO負けとなった。
2004年10月3日、CLUB DEEP 長南祭りで長岡弘樹と対戦し、時間切れドロー。その後、練習中の負傷により1年2か月の欠場を余儀なくされた。
2007年3月18日、パンクラスでガジエフ・アワウディンと対戦し、フックの連打でTKO負けを喫した。金井にとって初の日本人以外との対戦となった。
2008年10月1日、パンクラスで金原弘光と対戦し、判定勝ち。
2009年12月6日、ミドル級キング・オブ・パンクラスタイトルマッチで王者竹内出に挑戦し、2-0の判定勝ちを収め王座獲得に成功した。
2010年4月29日、暫定ミドル級キング・オブ・パンクラスの近藤有己と王座統一戦を行い、判定負けを喫し王座から陥落した。
2011年5月3日、ウェルター級転向初戦となったパンクラスで石川英司と対戦し、0-2の判定負けを喫した。
2013年6月30日、PANCRASE 248にてパンクラスismの鳥生将大と引退セレモニーを行った。

## 戦績

### 総合格闘技
| 総合格闘技 戦績 | 総合格闘技 戦績 | 総合格闘技 戦績 | 総合格闘技 戦績 | 総合格闘技 戦績 | 総合格闘技 戦績 | 総合格闘技 戦績 |
| --------------- | --------------- | --------------- | --------------- | --------------- | --------------- | --------------- |
| 28 試合         | (T)KO           | 一本            | 判定            | その他          | 引き分け        | 無効試合        |
| 11 勝           | 3               | 4               | 4               | 0               | 3               | 0               |
| 14 敗           | 2               | 0               | 12              | 0               | 3               | 0               |

| 勝敗 | 対戦相手               | 試合結果                                    | 大会名                                                                          | 開催年月日     |
| ×    | KEI山宮                | 5分2R終了 判定0-2                           | PANCRASE 2011 IMPRESSIVE TOUR                                                   | 2011年8月7日   |
| ×    | 石川英司               | 5分3R終了 判定0-2                           | PANCRASE 2011 IMPRESSIVE TOUR                                                   | 2011年5月3日   |
| ×    | 大類宗次朗             | 5分2R終了 判定0-2                           | PANCRASE 2010 PASSION TOUR                                                      | 2010年8月8日   |
| ×    | 近藤有己               | 5分3R終了 判定0-3                           | PANCRASE 2010 PASSION TOUR 【ミドル級キング・オブ・パンクラス王座統一戦】       | 2010年4月29日  |
| ○    | 竹内出                 | 5分3R終了 判定2-0                           | PANCRASE 2009 CHANGING TOUR 【ミドル級キング・オブ・パンクラス タイトルマッチ】 | 2009年12月6日  |
| ○    | 松本天心               | 1R 0:53 KO（左フック）                      | PANCRASE 2009 CHANGING TOUR                                                     | 2009年10月25日 |
| ×    | 佐藤豪則               | 5分2R終了 判定0-2                           | PANCRASE 2009 CHANGING TOUR                                                     | 2009年4月5日   |
| ○    | 松井大二郎             | 1R 2:25 肩固め                              | PANCRASE 2008 SHINING TOUR                                                      | 2008年12月7日  |
| ○    | 金原弘光               | 5分2R終了 判定3-0                           | PANCRASE 2008 SHINING TOUR                                                      | 2008年10月1日  |
| ○    | 瓜田幸造               | 1R 3:50 TKO（右フック）                     | PANCRASE 2007 RISING TOUR                                                       | 2007年5月30日  |
| ×    | ガジエフ・アワウディン | 1R 1:05 TKO（フック連打）                   | PANCRASE 2007 RISING TOUR                                                       | 2007年3月18日  |
| ○    | 久松勇二               | 5分2R終了 判定3-0                           | PANCRASE 2006 BLOW TOUR                                                         | 2006年9月16日  |
| ○    | 山田護之               | 1R 2:11 チョークスリーパー                  | PANCRASE 2006 BLOW TOUR                                                         | 2006年4月9日   |
| ○    | 秋元駿一               | 2R 4:32 TKO（ドクターストップ：左瞼カット） | PANCRASE 2005 SPIRAL TOUR                                                       | 2005年12月4日  |
| △    | 長岡弘樹               | 5分2R終了 時間切れ                          | CLUB DEEP 長南祭り                                                              | 2004年10月3日  |
| ×    | 山崎昭博               | 5分2R終了 判定1-2                           | DEMOLITION                                                                      | 2004年8月8日   |
| ×    | 中村圭太               | 5分2R終了 判定0-3                           | DEMOLITION                                                                      | 2004年5月21日  |
| ×    | 井上克也               | 5分2R終了 判定0-2                           | PANCRASE 2004 BRAVE TOUR                                                        | 2004年4月23日  |
| △    | 中村圭太               | 5分2R終了 判定1-0                           | DEMOLITION                                                                      | 2003年12月27日 |
| ○    | 鈴木亮司               | 1R 4:03 腕ひしぎ十字固め                    | DEMOLITION                                                                      | 2003年10月25日 |
| ○    | 宮本優太朗             | 5分2R終了 判定2-0                           | DEMOLITION                                                                      | 2003年9月23日  |
| ×    | 中西裕一               | 5分2R終了 判定0-3                           | PANCRASE 2003 HYBRID TOUR 【ネオブラッド・トーナメント ミドル級 1回戦】         | 2003年7月27日  |
| △    | 外山慎平               | 5分2R終了 判定1-1                           | PANCRASE 2003 HYBRID TOUR                                                       | 2003年6月7日   |
| ×    | 井上克也               | 5分2R終了 判定0-3                           | DEMOLITION                                                                      | 2003年5月1日   |
| ○    | 似田貝旭               | 2R 1:31 ヒールホールド                      | DEMOLITION                                                                      | 2003年2月9日   |
| ×    | 石川英司               | 5分2R終了 判定0-3                           | PANCRASE 2003 HYBRID TOUR                                                       | 2003年1月26日  |
| ×    | 小島正也               | 5分2R終了 判定0-3                           | DEMOLITION                                                                      | 2002年9月8日   |
| ×    | KEI山宮                | 1R 3:51 TKO（スタンドパンチ連打）           | PANCRASE 2002 SPIRIT TOUR                                                       | 2002年5月11日  |

### 総合格闘技・タッグマッチ
| 勝敗 | 対戦相手                                     | 試合結果                     | 大会名                                | 開催年月日    |
| △    | 上山龍紀&大久保一樹 （パートナー：窪田幸生） | 20分三本勝負 時間切れ（0-0） | DEEP 2001 7th IMPACT in DIFFER ARIAKE | 2002年12月8日 |

## 獲得タイトル
- 第8代ミドル級キング・オブ・パンクラス王座（2009年）